# Plaça Major (els Prats de Rei)
La Plaça Major és una plaça dels Prats de Rei (Anoia) inclosa a l'Inventari del Patrimoni Arquitectònic de Catalunya. Plaça originàriament medieval, encara que molt reformada posteriorment, porticada per la banda est, on hi donen els carrers principals de la vila. Destaquen com a elements ornamentals unes grans teieres en dos angles de la plaça. Tres grans arcades. Base d'un edifici del segle xviii donen la configuració a la petita plaça de forma irregular degut al seu emplaçament. En aquesta plaça s'hi troba l'edifici de l'ajuntament que s'inclou dins l'estil gòtic.